# الوارو مارتین (بازیکن فوتبال)
الوارو مارتین (انگلیسی: Álvaro Martín؛ زادهٔ ۱۵ ژانویهٔ ۲۰۰۱) بازیکن فوتبال اهل اسپانیا است.